# Gines
Gines è un comune spagnolo di 12 934 abitanti situato nella comunità autonoma dell'Andalusia.